# 英語が伝わる!100のツボ
『英語が伝わる!100のツボ』（えいごがつたわる ひゃくのつぼ）は、NHK教育テレビジョンで放送されていた日本の英語語学番組。
2007年度に放送された『新感覚☆わかる使える英文法』に替わる英語の入門講座として、2008年3月31日から9月25日まで放送された。
『わかる使える英文法』以降、アンコール放送は間を1年置くようになっており、2009年度下期に行われることとなる。

## 放送時間
いずれも日本標準時。

### 2008年度上期
- 本放送：
  - 月曜日　23:50 - 0:00
  - 火曜日〜木曜日　23:00 - 23:10
- 再放送：同一週金曜日・土曜日　6:40 - 7:00、翌週月曜日〜木曜日 12:00 - 12:10
金曜日は月・火曜分、土曜日は水・木曜分を放送。

### 2009年度下期
- 本放送：月曜日〜木曜日　23:00 - 23:10
- 再放送：同一週金曜日・土曜日　6:40 - 7:00
金曜日は月・火曜分、土曜日は水・木曜分を放送。

### 備考
2008年8月4日〜7日及び11日〜14日は、高校野球のため翌週再放送分が放送できず、当該放送時間が変更された。
- 4日〜7日分は10日1:35 - 2:15に4本連続
- 11日〜14日分は17日1:35 - 2:15に4本連続
- 11日〜14日の本放送は、11日に『テレビで中国語セレクション』、12日〜14日に『とっさの中国語セレクション』が放送されるため、休止。

2009年12月31日の本放送・2010年1月1日〜2日の再放送は、年末年始特別編成のため、休止になる。なお、2009年12月28日〜30日の本放送は、2009年12月21日〜23日と同じ内容のものが放送される。
2010年3月22日〜25日の再放送は、通常の3月26日〜27日と3月29日〜4月1日の6:45 - 6:55の2回放送される。

## 番組内容
日本語を英語に直したり、英語を日本語に直すとき、どのようにすれば相手に伝わるのかという「発想のツボ」を考える。
NHKの英会話講座に独自につけられているレベルの目安で、レベル2〜3（中学2年〜中学3年レベル）と位置づけられている。

### スキットのストーリー
外国人が共同生活をする「日の出ハウス」の管理人を叔母から引き継いだ松平光太郎は英語が苦手。外国人たちに言いたいことを何とか英語で言ってみても外国人に通じない。

### コーナー
- 大人の単語帳

サイラスが毎回5〜6個の単語を紹介するコーナー。

### 番組の流れ
オープニングの映像に続いてスキットが放送される。スキットの中で、光太郎が外国人（主に日の出ハウスの住人）に対して言いたいことが伝わらず困るシーンが必ずあり、助けを求める。
すると、屋根の上にいる西蔭・サイラス・優木の3人が登場し、西蔭が優木に対して、このシチュエーションの場合は英語でどう言ったらいいのか尋ね、優木がそれに答える。その後西蔭が日本語から英語に翻訳する際のツボを解説し、サイラスが答えを発表する。さらに解説や応用問題などが行われた後、スキットの映像に戻り、光太郎がここでふさわしいとされた答えを使い、言いたいことが外国人に伝わる。
スキットの後、「大人の単語帳」が放送され、その後スキットの一部が放送されエンディングとなる。

## 出演者
講師：西蔭浩子（大正大学教授）
ご先祖様の役でもある。
ネイティヴ：サイラス・望・セスナ
生徒：優木まおみ
屋根に舞い込んだ設定。

### スキット出演
松平光太郎(Kotaro)：森一弥（エネルギー、 日本）
叔母から引き継いだ日の出荘の管理人。英語と機械が苦手。優しいが頼りになるようなならないような人物。
森は2006年度、『スペイン語会話』に出演していた。このときは米国におけるスペイン語が教材となっていた。
サラ(Sarah)/ノラ(Norah)：ジャスミン・S（ アメリカ合衆国）
姉のサラは日の出荘にやって来たアメリカ人の英語教師。のちにバツイチだということが発覚。紅茶に目がない。妹のノラは66回から登場して日の出荘に現れ、気に入ってしばらく居候したのちに帰国した（ノラの帰国時には光太郎、アベディン、ピエールは号泣した）。帰国した後は中国・万里の長城の写真を絵葉書にしてアンナに送っている。アメリカではアイオワ州に住んでいた（サラ曰く、トウモロコシ畑が広がっている）。一卵性の双子で瓜二つのため、ノラがサラと入れ替わって日の出荘に帰宅した際は皆ノラをサラだと思っていた。2人の違いは、姉のサラは暑さが苦手で妹ノラは暑さが得意なこと。ノラの趣味はガーデニング。
NHKの語学講座には2005年度から出演している。
アンナ(Anna)：朱俐（ 台湾）
元気でお喋り大好きな中国人留学生。料理が大得意。マットという騒がしい彼氏がいたが別れ、キャメロンというもの静かな彼氏と付き合っている。紅茶大好き。
ピエール(Pierre)：リチャード・ガッソ（ フランス）
超オタクなフランス人でフランスではパリに住んでいた。のちにフランスで獣医だった事が発覚。紅茶が好き。血を見るのが苦手。ゲーム・インターネット・漫画・フィギュアが大好き。インターネットが繋がらなくなるとパニックになり泣き出してしまう程依存している。5万もするフィギュアを買ってきた他、ゲームを一日中していた事も。
アベディン(Abedin)：アベディーン・モハメッド（ バングラデシュ）
バングラデシュ出身の謎のIT系。IT系の大企業に勤務している。メンバー内では一番物知りで常識人。日本人より日本通。紅茶に目がなく、故郷では大茶葉園の御曹司で、家から沢山の種類の紅茶が送られてくる。
叔母のひろこ：西蔭浩子（ 日本）
田中さん(Tanaka-san)
たまに出てくる隣の家の人。集金だったり回覧板を持ってきたり、歌舞伎のチケットをくれたりする。
デイビット(Davit)
アンナの次の彼氏。マットとは正反対でかなりもの静からしい。
マット(Matt)
アンナの元彼氏。別れた理由はマットがお喋り過ぎたかららしい。
キャメロン(Cameron)
サラの元夫。別れた理由はサラが家庭に入るかどうからしい。しかし電話し合う仲ではある。後に日の出荘に来た事も。
光太郎のひいひいお婆さんとアベディンのひいひいお爺さん
外国人が気軽に住める場所を作ろうと約束、両者の母国で外国人が住める場所を立てた。光太郎のひいひいお婆さんが立てたのが日の出荘。アベディンのひいひいお爺さんはアベディンにそっくりで、光太郎のひいひいお婆さんは叔母さんそっくり。
ナレーション：風見雅章（NHK放送研修センター・日本語センター）

## テーマ曲
- 『浪漫飛行』　Soma

## 放映リスト
1.　よろしくお願いします。
2.　今後ともどうぞよろしく。
3.　少しばかりだけど
4.　わざわざ悪いね。
5.　あやうく忘れるところだった。
6.　お疲れ様でした。
7.　とりあえずビール。
8.　適当に頼みます。
9.　ちゃんと名前は書いてあった?
10.　飲み物がなくなっちゃった。
11.　いちおう見てみる?
12.　そ〜んなそんな。
13.　どっちもいまいちだな。
14.　お酒はおつきあい程度なら。
15.　ほどほどにしたほうがいいよ。
16.　何が入っているの?
17.　いけてるね。
18.　せっかくだから…。
19.　でなきゃ無理だよ。
20.　お開きです。
21.　もういいかげんにしてほしいね。
22.　いざとなったら言えないよ。
23.　ともかく音を下げてくれよ。
24.　今さらどうしようもない。
25.　機械オンチなんだ。
26.　そこのところをなんとかなりませんか?
27.　もう大丈夫そう。
28.　ぼちぼちやれるよ。
29.　しゃべりっぱなし!
30.　気持ちはわかるけど
31.　おうわさ うかがってます
32.　まいったなぁ
33.　ああ言えばこう言う
34.　ネットで確認すりゃいいんだよ
35.　それで思い出した。
36.　帰りたくなったんじゃない?
37.　この1万円札くずしてもらえる?
38.　すっかり板についてきたわね。
39.　しょうがないだろ。
40.　小降りになってきたよ。
41.　わけわかんない。
42.　そんなことしちゃだめだよ。
43.　どこで知り合ったの?
44.　どんな彼なの?
45.　どうせなら待ってやろうよ。
46.　フィギュアにはまってるね。
47.　来週の土曜日都合つく?
48.　悪気はなかったんだ。
49.　いま行くよ。
50.　火は消しておかなきゃだめだよ。
51.　とっても飲む気になれないよ。
52.　どうりで手なれてるわけだ。
53.　やっぱりこっちがいいよ。
54.　浴衣が裏返しだよ。
55.　着方が違ってるよ。
56.　留守中に電話があったよ。
57.　フライパンかなんか取ってよ。
58.　試合がんばって。
59.　その隅っこの、もうちょっと奥に!
60.　もっと右へずらして。
61.　上から2段目の棚だよ。
62.　ふたが開かないよ。
63.　使い方見せてあげるよ。
64.　なんだかんだ言ったって…。
65.　全部で12個ってこと?
66.　笑ってる場合じゃないよ。
67.　どっちがどっちだか分かんないよ。
68.　それでここにいるんだ。
69.　戸に指はさんじゃった!
70.　血が出てるよ。
71.　なんで別れたの?
72.　お茶入れるね。
73.　ぼくはいつでもいいよ。
74.　絶対に手は下げちゃだめ。
75.　コンセントを抜いて。
76.　いよいよ行っちゃうんだね。
77.　まだ何も決まってないよ。
78.　よく考えてからにしなよ。
79.　会社に届けてあげるよ。
80.　いくらなんでもそんなこと聞けないよ。
81.　今そっちに向かってるよ。
82.　なるほど。そういうことなんだ!
83.　せめて少しぐらい日本語話せなくちゃ。
84.　これは意外とむずかしいぞ。
85.　あわてないで!
86.　必要なものは全部そろった?
87.　来るかもしれないし、来ないかもしれない。
88.　断られたらどうするの!
89.　おせっかいはよしてよ!
90.　早とちりするなよ。
91.　マンガのことなら何でも知ってるじゃないか。
92.　さすがピエール!
93.　ピエールにやってもらおう。
94.　無茶なことするなよ。
95.　勘弁してよ。
96.　台風が行っちゃうまで待とうよ。
97.　ぼくだったらお引き取りいただくけど…。
98.　お取り込み中、お邪魔します。
99.　なんとかお役に立ちたいけど。
100.　思うツボってわけだ。